# Хвороби, яким можна запобігти вакцинацією
Захворювання, яким можна запобігти за допомогою вакцинації — це інфекційні захворювання, проти яких існують дієва профілактична вакцина. Якщо людина захворіла на хворобу, якій можна запобігти за допомогою вакцинації і померла від неї, смерть вважається такою, яку можна відвернути щепленням.
Найпоширенішими та серйозними хворобами, які можна попередити за допомогою вакцинації, що відстежує Всесвітня організація охорони здоров’я (ВООЗ), є: дифтерія, інфекція Haemophilus influenzae серотипу b, гепатит B, кір, менінгіт, епідемічний паротит, кашлюк, поліомієліт, краснуха, правець, туберкульоз і жовта гарячка. ВООЗ повідомляє, що ліцензовані вакцини доступні для запобігання або сприяння профілактиці та контролю 31 інфекції, які можна попередити за допомогою вакцини.

## Загальне
2012 року, Всесвітня організація охорони здоров’я підрахувала, що вакцинація запобігає 2,5 мільйонам смертей щороку. Завдяки 100% імунізації та 100% ефективності вакцин, можна було б запобігти одній із семи смертей серед маленьких дітей, переважно в країнах, що розвиваються, що робить це важливим всесвітнім завданням органів охорони здоров’я. Чотири захворювання спричинили 98% смертей, яким можна було запобігти за допомогою вакцин: кір, Haemophilus influenzae серотипу b, кашлюк і правець новонароджених.
Програма ВООЗ з епіднагляду, оцінки та моніторингу імунізації, відстежує й оцінює безпеку та дієвість програм і власне вакцин, щодо зниження захворюваності й смертності від хвороб, яким можна запобігти за допомогою щеплення.
Смерті, яким можна запобігти за допомогою вакцинації, зазвичай, спричинені несвоєчасним отриманням вакцини. Це може бути пов’язано з фінансовими обмеженнями або відсутністю доступу до вакцини. Вакцина, яку зазвичай рекомендують, може бути невідповідною з медичної точки зору для невеликої кількості людей через значну алергію, або пошкодження імунної системи. Крім того, вакцина проти певної хвороби, може бути не дозволена для загального використання в деяких країнах, або може бути рекомендована лише окремим групам населення, наприклад маленьким дітям чи літнім людям. Кожна країна дає власні поради щодо імунізації на основі хвороб, які є поширеними в її регіоні, та залежно від пріоритетів охорони здоров’я. Якщо захворювання, якому можна запобігти за допомогою щеплення, є рідкісним у певній країні, то мешканці цієї країни навряд чи отримають вакцину проти нього. Наприклад, громадяни Канади та Сполучених Штатів зазвичай, не отримують вакцини проти жовтої гарячки, що робить їх уразливими до інфекції, якщо вони подорожують до регіонів, де ризик цього захворювання найвищий (ендемічні або перехідні регіони).
Перелік хвороб, яким можна запобігти вакцинацією
ВООЗ перераховує 34 захворювання, проти яких доступні вакцини:
1. Холера
2. COVID 19
3. Гарячка денге
4. Дифтерія
5. Ебола
6. Haemophilus influenzae типу b
7. Гепатит А
8. Гепатит В
9. Гепатит Е
10. Папіломавірусна інфекція людини
11. Грип
12. Японський енцефаліт
13. Малярія
14. Кір
15. Менінгіт
16. Мавпяча віспа
17. Свинка
18. Пневмококова хвороба
19. Кашлюк
20. Поліомієліт
21. Сказ
22. Ротавірус
23. Краснуха
24. Віспа
25. Правець
26. Кліщовий енцефаліт
27. Туберкульоз
28. Черевний тиф
29. Вітряна віспа
30. Жовта гарячка
31. Оперізувальний герпес (Herpes Zoster)
32. Аргентинський маммаренавірус
33. Висипний тиф
34. Свинячий грип
Використовуються не у людей
1. Бордетела
2. Чумка собак
3. Собачий грип
4. Парвовірус собак
5. Хламідіоз
6. Каліцивірус котів
7. Котяча чума
8. Котячий лейкоз
9. Ринотрахеїт котів
10. Лептоспіроз
11. Хвороба Лайма